# Zalahaláp
Zalahaláp is een plaats (község) en gemeente in het Hongaarse comitaat Veszprém. Zalahaláp telt 1077 inwoners (2001).